# Agustín Módica
Agustín Módica (Villanova d'Albenga, Savona, Italia, 12 de enero de 2003) es un futbolista italo-argentino que juega como delantero  en Rosario Central de la Primera División de Argentina.

## Trayectoria

### Inicios
Comenzó a los 6 años en Amistad y Progreso en Barrio Rucci, donde dio sus primeros pasos. Luego pasó al club grifa y luego al Club Social y Deportivo Río Negro, donde se fue formando como futbolista.
En 2019, con edad de 6ta, firmó para Central Córdoba, convirtiendo más de 30 goles.
En 2021, se probó en Rosario Central, sumándose a las divisiones inferiores. Al año siguiente ya estaba disputando encuentros con la reserva del club rosarino.

### Rosario Central
En abril de 2023, Módica firmó su primer contrato profesional que lo liga al club "canalla" hasta diciembre de 2026. Con la reserva, llegó a la final de la Copa Santa Fe convirtiendo 2 goles en 4 partidos, siendo subcampeón al perder la final contra Unión de Santa Fe.[cita requerida]
En septiembre de ese año fue citado por primera vez para disputar un encuentro con la primera división de Rosario Central, en un partido correspondiente a la fecha 4 de la Copa de la Liga Profesional contra Colón.
Su debut como profesional se dio la fecha siguiente, en un empate 1 a 1 contra Independiente. En dicho encuentro, ingresó a los 70 minutos sustituyendo a Tobías Cervera. Luego volvió a sumar minutos en la última fecha del torneo en el que su equipo se consagraría campeón.
En 2024, comenzó a tener mayores oportunidades en el equipo, marcando su primer gol como profesional en la fecha 3 de la fase de grupos de la Copa Libertadores contra Caracas FC.

## Estadísticas
Actualizado al 28 de junio del 2024.
| Club | Div.       | Temporada  | Liga  | Liga  | Liga   | Copas Nacionales(1) | Copas Nacionales(1) | Copas Nacionales(1) | Copas Internacionales(2) | Copas Internacionales(2) | Copas Internacionales(2) | Total | Total | Total  |
| Club | Div.       | Temporada  | Part. | Goles | Asist. | Part.               | Goles               | Asist.              | Part.                    | Goles                    | Asist.                   | Part. | Goles | Asist. |
| --- | ---------- | ---------- | ----- | ----- | ------ | ------------------- | ------------------- | ------------------- | ------------------------ | ------------------------ | ------------------------ | ----- | ----- | ------ |
| Rosario Central Argentina | 1.ª        | 2023       | 0     | 0     | 0      | 2                   | 0                   | 0                   | -                        | -                        | -                        | 2     | 0     | 0      |
| Rosario Central Argentina | 1.ª        | 2024       | 10    | 3     | 0      | 6                   | 0                   | 0                   | 7                        | 4                        | 0                        | 23    | 7     | 0      |
| Rosario Central Argentina | 1.ª        | 2025       | 0     | 0     | 0      | 1                   | 0                   | 0                   | -                        | -                        | -                        | 1     | 0     | 0      |
| Rosario Central Argentina | Total club | Total club | 10    | 3     | 0      | 9                   | 0                   | 0                   | 7                        | 4                        | 0                        | 26    | 7     | 0      |
| (1) Incluye Copa Argentina, Copa de la Liga Profesional y Trofeo de Campeones. (2) Incluye Copa Libertadores y Copa Sudamericana. |            |            |       |       |        |                     |                     |                     |                          |                          |                          |       |       |        |

## Palmarés

### Campeonatos Nacionales
| Título          | Equipo          | País      | Año  |
| --------------- | --------------- | --------- | ---- |
| Copa de la Liga | Rosario Central | Argentina | 2023 |

## Vida personal
Es hijo del exfutbolista Pablo Módica, que se desempeñó en Central Córdoba de Rosario y en clubes del ascenso italiano de la región de Liguria. Esto explica su nacionalidad, ya que nació en Italia cuando su padre desarrollaba su carrera en dicho país.
En el año 2024, relato que se encontraba junto con su abuela enfrente al edificio de Calle Salta 2141, recordado por la explosión del 6 de agosto de 2013 por una fuga de gas. Produciendo que una de las torres de la edificación (contaba con tres), se derrumbará producto del estallido. Por consiguiente la muerte de 22 personas y otras 62 sufrieran heridas de diferentes consideraciones. Tanto Él como su abuela, sobrevivieron y pudieron salir a salvo del lugar. En ese momento se encontraban en el séptimo piso del edificio de enfrente que al igual que el resto de departamentos de alrededores sufrieron daños producto de la onda expansiva.